# مولي تايلور
مولي تايلور (بالإنجليزية: Molly Taylor)‏ هي سائقة سيارة سباق أسترالية، ولدت في 6 مايو 1988 في سيدني في أستراليا.

## روابط خارجية
- مولي تايلور على موقع eWRC-results.com (الإنجليزية)